# Grand Theft Auto IV
Grand Theft Auto IV é um jogo eletrônico de ação-aventura desenvolvido pela Rockstar North e publicado pela Rockstar Games. É o sexto título principal da série Grand Theft Auto, após Grand Theft Auto: San Andreas de 2004, e o décimo primeiro título no geral. Foi lançado em 29 de abril de 2008 para PlayStation 3 e Xbox 360 e depois em 2 de dezembro para Microsoft Windows. O jogo se passa na cidade ficcional de Liberty City, com a história para um jogador seguindo o imigrante Niko Bellic e suas tentativas de escapar de seu passado enquanto está sob pressão de agiotas, criminosos de alto perfil e agências governamentais. O mundo aberto permite que os jogadores explorem livremente Liberty City, composta por três ilhas principais, e o estado vizinho de Alderney.
A jogabilidade é mostrada em uma perspectiva de terceira pessoa e o mundo do jogo pode ser atravessado a pé ou com veículos. Os jogadores controlam Niko Bellic no modo um jogador, com muitas missões envolvendo tiro e direção. O modo multijogador online permite que grupos de jogadores entrem em partidas competitivas ou cooperativas. Dois pacotes de expansão foram posteriormente lançados, The Lost and Damned e The Ballad of Gay Tony, ambos contendo novos recursos, enredos e protagonistas que se interconectam com a história principal de Grand Theft Auto IV.
O desenvolvimento começou pouco depois do lançamento de Grand Theft Auto: San Andreas em 2004 e foi compartilhado por algumas das subsidiárias da Rockstar. O título apresentou uma mudança para um tom mais sério e realista em relação aos jogos anteriores da série. Grand Theft Auto IV não teve nenhuma grande influência cinematográfica ao contrário de seus predecessores, com a equipe tentando abordá-lo com uma história original. Os desenvolvedores realizaram grandes pesquisas de campo na cidade de Nova Iorque com o objetivo de reproduzir fielmente a cidade dentro do jogo. Os desenvolvedores consideraram o mundo o elemento mais importante do jogo; embora não seja o maior mapa da série, consideraram-no comparável em escopo devido à sua verticalidade e nível de detalhe.
Grand Theft Auto IV foi anunciado em maio de 2006, pouco tempo após o início da sétima geração de consoles, gerando grandes expectativas. Ele foi aclamado pela crítica, com elogios sendo direcionados particularmente para sua narrativa e projeto de mundo aberto. Entretanto, o jogo gerou algumas controvérsias sobre sua representação da violência e a possibilidade de se dirigir embriagado. Ele quebrou recordes de vendas da indústria e tornou-se o produto de entretenimento mais rapidamente vendido na história até o lançamento de seu sucessor,  Grand Theft Auto V, arrecadando 310 milhões de dólares em um dia e quinhentos milhões em uma semana. Grand Theft Auto IV também recebeu vários prêmios de Jogo do Ano, sendo considerado um dos títulos mais importantes da sétima geração de consoles.

## Jogabilidade

A física aprimorada e o combate de Grand Theft Auto IV contém um sistema de cobertura que permite que os jogadores se escondam atrás de objetos.

Grand Theft Auto IV é um jogo eletrônico de ação e aventura jogado a partir de uma perspectiva em terceira pessoa. Os jogadores completam missões – cenários lineares com objetivos definidos – a fim de progredirem pela história. É possível ter mais de uma missão ativa ao mesmo tempo, com certas missões precisando que os jogadores esperem para receberem mais instruções ou eventos. Os jogadores podem vagar livremente pelo mundo do jogo quando não estão dentro de missões.
Os jogadores podem usar ataques corpo-a-corpo, armas brancas, armas de fogo e explosivos a fim de combaterem inimigos, tendo a capacidade de navegar pelo mundo a pé, nadando ou por meio de automóveis, barcos e helicópteros. Sistemas de mira automática e cobertura podem ser usados a fim de ajudarem no combate contra oponentes. Caso os jogadores tomem dano, sua vitalidade pode ser restaurada completamente usando caixas de primeiros socorros, ingerindo comida ou bebida ou ligando para paramédicos. Agências de combate ao crime podem responder à infrações cometidas pelo jogador através de um medidor de "procurado". Estrelas mostradas no medidor indicam o nível de procurado (por exemplo, os esforços da polícia tornam-se extremamente agressivos contra o jogador no nível máximo de seis estrelas). Oficiais da lei irão procurar pelos jogadores caso estes deixem a área de patrulhamento. O medidor entra em esfriamento e eventualmente regride ao zero quando os jogadores se escondem do campo de visão dos policiais.
O sistema de cobertura permite que os jogadores movam-se entre proteções, atirem cegamente, mirem livremente e mirem em um inimigo específico. Partes individuais do corpo também podem ser miradas, com o local de impacto reagindo ao dano infligido. Ataques corpo-a-corpo possuem movimentos adicionais, como esquivar, bloquear e desarmar um oponente durante um contra-ataque. Coletes à prova de balas podem ser usados para absorver disparos e danos de explosões, porém acabam se desgastando no processo. Quando a vitalidade chega ao zero, o jogador renasce no hospital mais próximo.
O modo um jogador permite o controle de Niko Bellic. Este conhece vários personagens durante a história, alguns dos quais tornam-se amigos. Estes podem realizar favores para Niko desde que Niko aumente seus pontos de amizade para com eles realizando atividades juntos; por exemplo, seu primo Roman Bellic oferece viagens de táxi grátis para qualquer lugar em Liberty City, Little Jacob oferece armas com preços mais baixos do que aquelas vendidas nas lojas clandestinas da cidade. Os jogadores também enfrentam escolhas morais no decorrer do jogo, alterando a linha de história dependendo da escolha feita. Os jogadores também podem entrar em diversas atividades sozinho ou com amigos enquanto vagam livremente pelo mundo do jogo, como por exemplo boliche, bilhar ou jogos de dardos. Nos encontros com amigos, Niko também pode escolher levar seu amigo ou namorada para comer em restaurantes ou fast-foods, visitar clubes de strip, assistir shows de cabaré ou stand-up, ou beber em alguns dos bares da cidade. Após uma atividade de beber, Niko, e geralmente sua companhia, estarão sob efeito de álcool, a visão ficará turva e a jogabilidade será afetada. Se Niko entrar em um veículo embriagado, estará incapaz de dirigir e será mais fácil colidir o veículo. Se Niko for visto embriagado em seu veículo por um policial ou viatura, ganhará um nível de procurado. Inicialmente, Niko possui um celular básico dado por Roman – que pode ser usado para receber mensagens, ligar para amigos/namoradas e marcar encontros, iniciar atividades ou trabalhos. O jogador também pode digitar manualmente os números do telefone móvel, incluindo discar o número 911 para pedir auxílio da polícia, corpo de bombeiros ou paramédicos. Posteriormente na história, Niko ganha um celular mais atualizado de Playboy X, com o jogador podendo usar uma câmera, comprar papéis de parede e ringtones. Grand Theft Auto IV contém uma internet dentro do próprio jogo, em que Niko pode entrar em diversas páginas diferentes, ler notícias sobre eventos da história e receber e-mails, podendo ser acessada por cibercafés localizados ao redor da cidade.
O modo multijogador online permite que até dezesseis jogadores nas versões para consoles e 32 na versão de computador vaguem livremente em uma recriação do mapa do modo um jogador. Os jogadores podem decidir qual modo desejam jogar, incluindo corridas e mata-matas. Modos competitivos e cooperativos estão disponíveis. Estes são divididos em partidas ranqueadas e não ranqueadas. É preciso ganhar dinheiro dentro do jogo para que os jogadores subam de nível. Há também um modo livre em que os jogadores tem todo o mapa livre para explorar sem nenhum objetivo específico.

## Sinopse

### Mundo

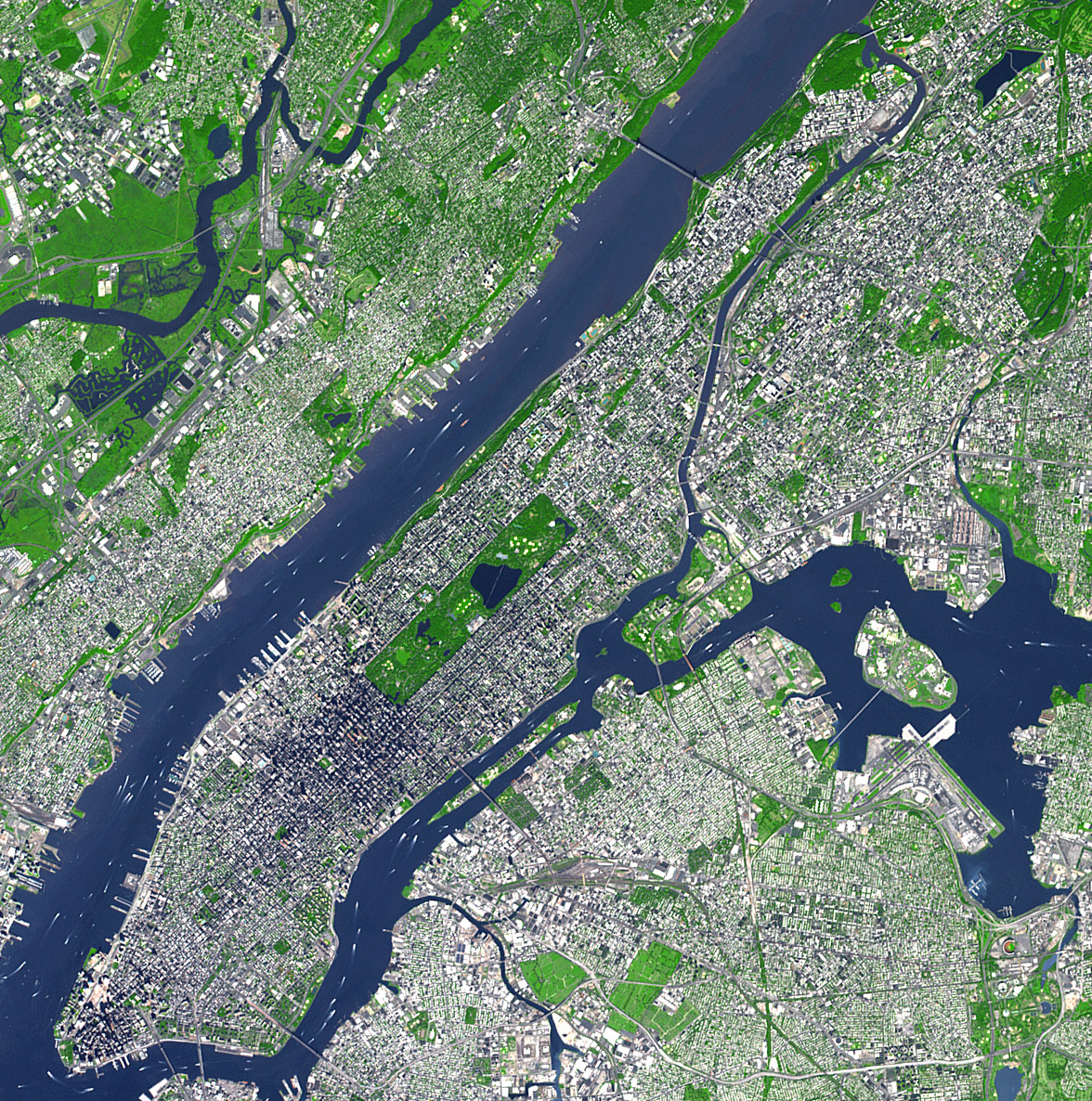
Liberty City em Grand Theft Auto IV é muito mais semelhante a Nova Iorque do que sua versão 3D anterior. A Rockstar North procurou recriar quatro boroughs que formam a zona metropolitana da cidade, incluindo versões fictícias do Brooklyn, Queens, Bronx, e da ilha de Manhattan.

Grand Theft Auto IV se passa em 2008, dentro de uma versão redesenhada de Liberty City. O desenho da cidade centra-se numa recriação de quatro dos cinco boroughs (distritos) da cidade de Nova Iorque com exceção de Staten Island; no jogo, Brooklyn é Broker, Queens é Dukes, Bronx é Bohan, e Manhattan é Algonquin. Também é recriada três ilhas menores da zona metropolitana de Nova Iorque; Charge Island, baseada nas ilhas conectadas de Randall's e Ward's no Rio East (chamado no jogo de Humboldt River), Colony Island, baseada em Roosevelt Island, e Happiness Island, que recria Liberty Island completa com sua própria versão da Estátua da Liberdade, chamada no jogo de Statue of Happiness (Estátua da Felicidade). Além de Liberty City, o cenário também inclui o estado vizinho de Alderney e sua cidade sede, Alderney City (baseado no lado de Nova Jersey e Jersey City), que é separado de Liberty City pelo Rio West (semelhante a como o Rio Hudson separa Nova Jersey de Nova Iorque). Ao contrário de seu antecessor principal, a paisagem de Grand Theft Auto IV é quase inteiramente urbana e não possui zona rural. Apesar disso, existem inúmeros parques públicos espalhados pela cidade como o Outlook Park (Prospect Park) e o enorme Middle Park (Central Park).
Inicialmente, as pontes que separam as ilhas são bloqueadas devido a uma ameaça terrorista, e a polícia persegue constantemente os jogadores se as pontes forem cruzadas. Os bloqueios são levantados a medida que a história avança, permitindo ao jogador atravessar as ilhas com segurança.
Grand Theft Auto IV se passa no fictício "Universo HD", que espelha e parodia o mundo real. Os jogos anteriores são considerados continuidades diferentes. Conseqüentemente, a Liberty City retratada em Grand Theft Auto IV é diferente de suas versões anteriores, e o jogo em si serve como uma reinicialização da série. A nova linha do tempo estabelecida por Grand Theft Auto IV continuaria com dois pacotes de expansão, The Lost and Damned e The Ballad of Gay Tony, e a sequência, Grand Theft Auto V, bem como seu componente online, Grand Theft Auto Online. O jogo portátil Grand Theft Auto: Chinatown Wars também é considerado parte do "Universo HD", pois apresenta o mesmo mapa de Grand Theft Auto IV, exceto o estado de Alderney.

### Enredo
Niko Bellic, um veterano das Guerras Iugoslavas no Leste Europeu, viaja para Liberty City à procura do Sonho Americano e para encontrar o homem que traiu sua unidade do exército quinze anos antes. Entretanto, ao chegar, Niko descobre que as histórias de luxo e riqueza de seu primo Roman Bellic eram todas mentiras para esconder o fato que este está lutando contra dívidas e agiotas, além de morar em um apartamento sujo em vez de uma mansão.
Niko defende Roman de capangas repetidas vezes, eventualmente matando Vladimir Glebov, um agiota que havia dormido com Mallorie, a namorada de Roman. Os dois primos acabam sequestrados por membros da máfia russa sob as ordens de Mikhail Faustin e seu parceiro Dimitri Rascalov. Faustin não fica incomodado pela morte de Vlad e contrata Niko. Este rapidamente percebe que seu novo patrão é um psicopata ao receber ordens para matar o filho de Kenny Petrović, o homem mais poderoso da máfia russa de Liberty City. Dimitri ordena que Niko assassine Faustin a fim de impedir uma guerra de gangues contra Petrović. Entretanto, Dimitri trai Niko ao trazer Ray Bulgarin, o antigo empregador de Niko que o acusa de lhe roubar anos antes. Niko nega a alegação, com um tiroteio começando em que Dimitri e Bulgarin escapam.
Niko e Roman pouco depois são forçados a fugir para o Bohan quando seu apartamento e garagem de táxi são destruídos pelos homens de Dimitri. Logo em seguida, os capangas russos conseguem sequestrar Roman em uma tentativa de matar Niko, mas este consegue resgatar o primo. Além disso, Michelle, a namorada de Niko, revela ser uma agente governamental e o força a trabalhar para seu chefe, chamado apenas pelo codinome United Liberty Paper. Niko mata várias pessoas suspeitas de atividades terroristas em nome da agência sob a promessa que receberá ajuda em encontrar o traidor da sua unidade.
Por dinheiro e outros meios de encontrar o traidor de sua unidade, Niko passa a trabalhar para uma gangue irlandesa e para a máfia italiana. Eventualmente, United Liberty Paper encontra o homem responsável pela traição da unidade: Dark Brevic. Niko o confronta e decide seu destino. Tendo lidado com seu passado, Niko é chamado por Jimmy Pegorino, um de seus empregadores da máfia, para pedir um último favor: ajudar em um negócio extremamente lucrativo de heroína junto com Dimitri.
Niko fica com duas escolhas: realizar o negócio ou se vingar. Caso aceite fazer o negócio, Dimitri trai Niko novamente e fica com toda a heroína. Dimitri em seguida envia um assassino para o casamento de Roman com Mallorie, com Roman sendo morto por acidente. Niko fica devastado, caça e mata Dimitri, pouco depois deste matar Pegorino. Caso Niko escolha vingança, ele surpreende e mata Dimitri. Pegorino fica furioso pela traição de Niko e passa de carro atirando no casamento de Roman e Mallorie, acidentalmente matando Kate McReary, a namorada de Niko. Niko persegue e executa Pegorino, que tornou-se o alvo de todo o submundo do crime de Liberty City.

## Desenvolvimento

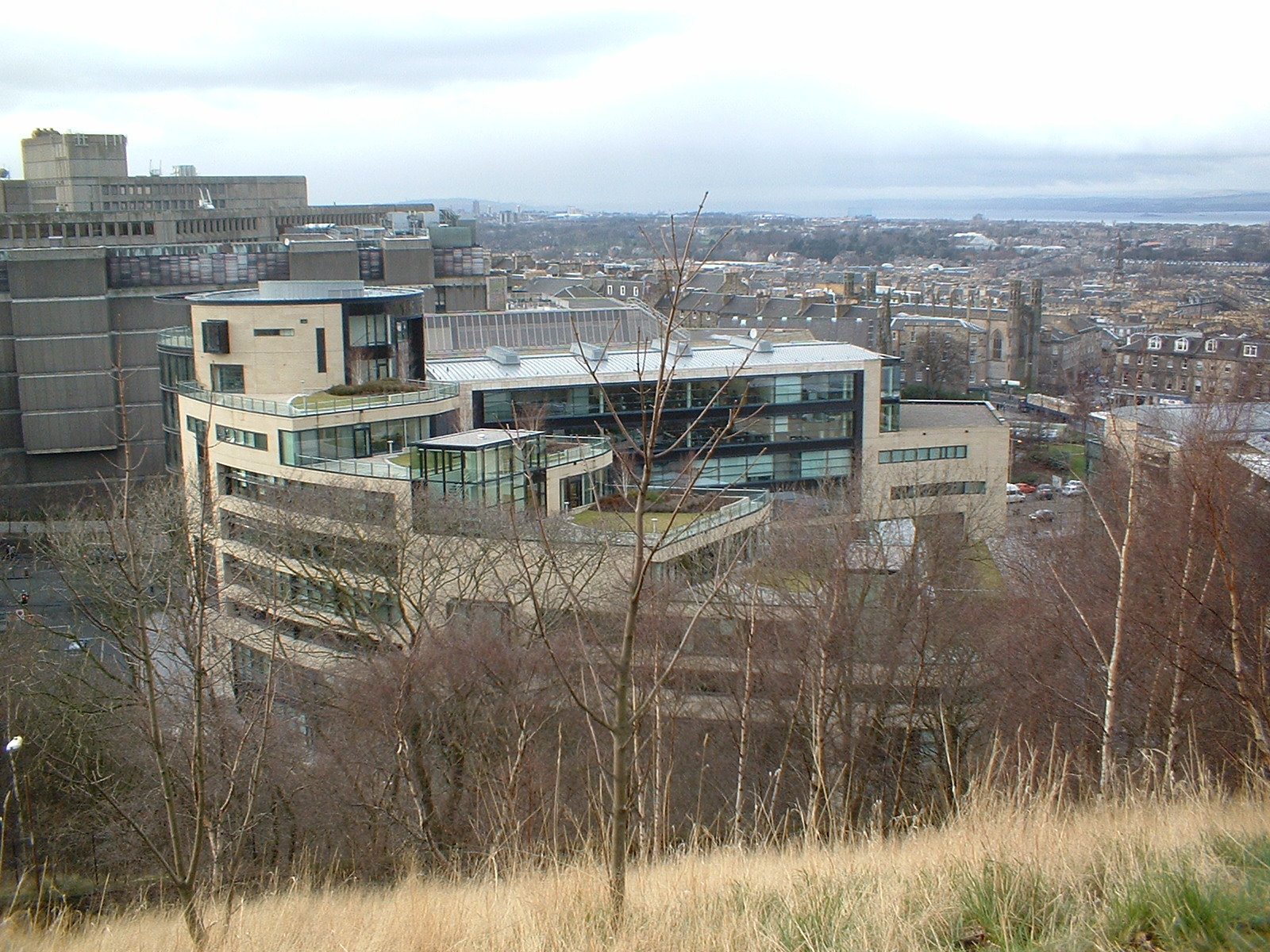
Antigo estúdio da Rockstar North em Edimburgo, Escócia, onde o desenvolvimento de Grand Theft Auto IV foi supervisionado

Os trabalhos em Grand Theft Auto IV começaram em novembro de 2004, quase imediatamente após o lançamento de Grand Theft Auto: San Andreas. Por volta de 150 desenvolvedores trabalharam no jogo e foram liderados pelos principais membros da equipe que anteriormente produziram Grand Theft Auto III, Grand Theft Auto: Vice City e San Andreas. A desenvolvedora Rockstar North empregou no título seu motor de jogo proprietário Rockstar Advanced Game Engine (RAGE) em combinação com a Euphoria como motor de animação. Esta utilizava animações procedurais em vez de animações pré-definidas a fim de controlar o modo que o jogador se move, permitindo que os movimentos dos personagens fossem mais realistas. Grand Theft Auto IV também usou uma middleware da Image Metrics com o objetivo de facilitar expressões faciais e ajudar no processo de sincronização de lábio e fala. As folhagens foram produzidas com o programa SpeedTree.
O roteiro de Grand Theft Auto IV foi escrito por Dan Houser e Rupert Humphries. O primeiro explicou que, diferentemente de títulos Grand Theft Auto anteriores que possuíam uma forte influência cultural ou cinematográfica, o novo jogo não possuía nenhuma destas, embora algumas fontes afirmem que jogo teve alguma influência do filme americano Little Odessa de 1994 e do filme russo Brat de 1997. O visual de Niko Bellic em uma de suas roupas também foi comparado ao personagem Sasha Ivanic do filme de 2001 Behind Enemy Lines que assim como o histórico de Niko, também é um militar sérvio. Um dos desenvolvedores afirmou: "se os jogos eletrônicos vão se desenvolver até o próximo estágio, então tentar prestar uma homenagem carinhosa ou referência a outra época não é a coisa certa a fazer. É referenciar o lugar de verdade". Houser também disse que a equipe desejava que seus personagens não fossem "algo que era obviamente derivado de algum filme [...] Talvez poderíamos fazer algo nós mesmos que possa viver ao lado dessas coisas". A ideia de que protagonista Niko Bellic fosse um imigrante foi considerada "particularmente fascinante" por Houser e seu irmão o produtor executivo Sam Houser, ambos imigrantes britânicos nos Estados Unidos, sentindo que conseguiam se identificar com as dificuldades passadas pelo personagem.
O jogo apresenta uma mudança nos elementos caricatos dos títulos anteriores para uma abordagem mais complexa e detalhada, com a ampliação da física e da imersão do mundo aberto, parcialmente, graças ao resultado da transição para os consoles da sétima geração que ofereciam gráficos em alta definição e maiores capacidades técnicas. Houser afirmou que "o que estamos pegando como lema é a ideia do que a alta definição significa. Não apenas em termos de gráficos, que obviamente estamos alcançando, mas em termos de todos os aspectos de projeto", complementando que o objetivo da equipe era alcançar um jogo mais coeso que ainda assim tivesse a coerência que os títulos passados da série tinham. A decisão de colocar a história se passando em uma recriação de Nova Iorque também foi influenciada pelo novo poderio técnico à disposição dos desenvolvedores; o diretor de arte Aaron Garbut comentou que a Rockstar estava procurando chegar em um alto nível em relação a "detalhes, variedade e vida", dessa forma "foi um grande encaixe basear o jogo em uma cidade que é sinônimo dessas coisas".
A equipe evitou fazer uma recriação "quarteirão por quarteirão" de Nova Iorque, com Houser afirmando que o objetivo era criar algo que parecesse real e tivesse a mesmas qualidades da original, mas que ainda assim fosse divertido de se jogar "a partir de uma perspectiva de projeto". A versão da Liberty City de Grand Theft Auto IV era muito mais detalhada e maior que o mapa dos primeiros títulos da série; apesar de menor em área do que a San Andreas apresentada em Grand Theft Auto: San Andreas, Liberty City foi comparada pelos desenvolvedores em termos de escopo quando era levado em conta "o nível de verticalidade da cidade, o número de prédios em que você pode entrar e o nível de detalhes nesses prédios". A Rockstar não queria que a cidade tivesse muitos espaços mortos ou irrelevantes, como os grandes desertos de San Andreas. Eles queriam que o jogo fosse "uma experiência mais focada e viva" do que San Andreas, e Dan Houser sentiu que as atividades limitadas de Nova York permitiam isso. A equipe da Rockstar North realizou duas viagens de sua sede em Edimburgo na Escócia até Nova Iorque a fim de realizarem pesquisas de campo, uma durante o início do projeto como havia sido feito em jogos anteriores da série e uma menor mais adiante no processo de desenvolvimento. Uma equipe de pesquisa em tempo integral baseada em Nova Iorque lidou com quaisquer outros pedidos de informação, indo desde minorias étnicas até vídeos de bairros e padrões de tráfego de veículos.

### Pesquisa e design de mundo aberto

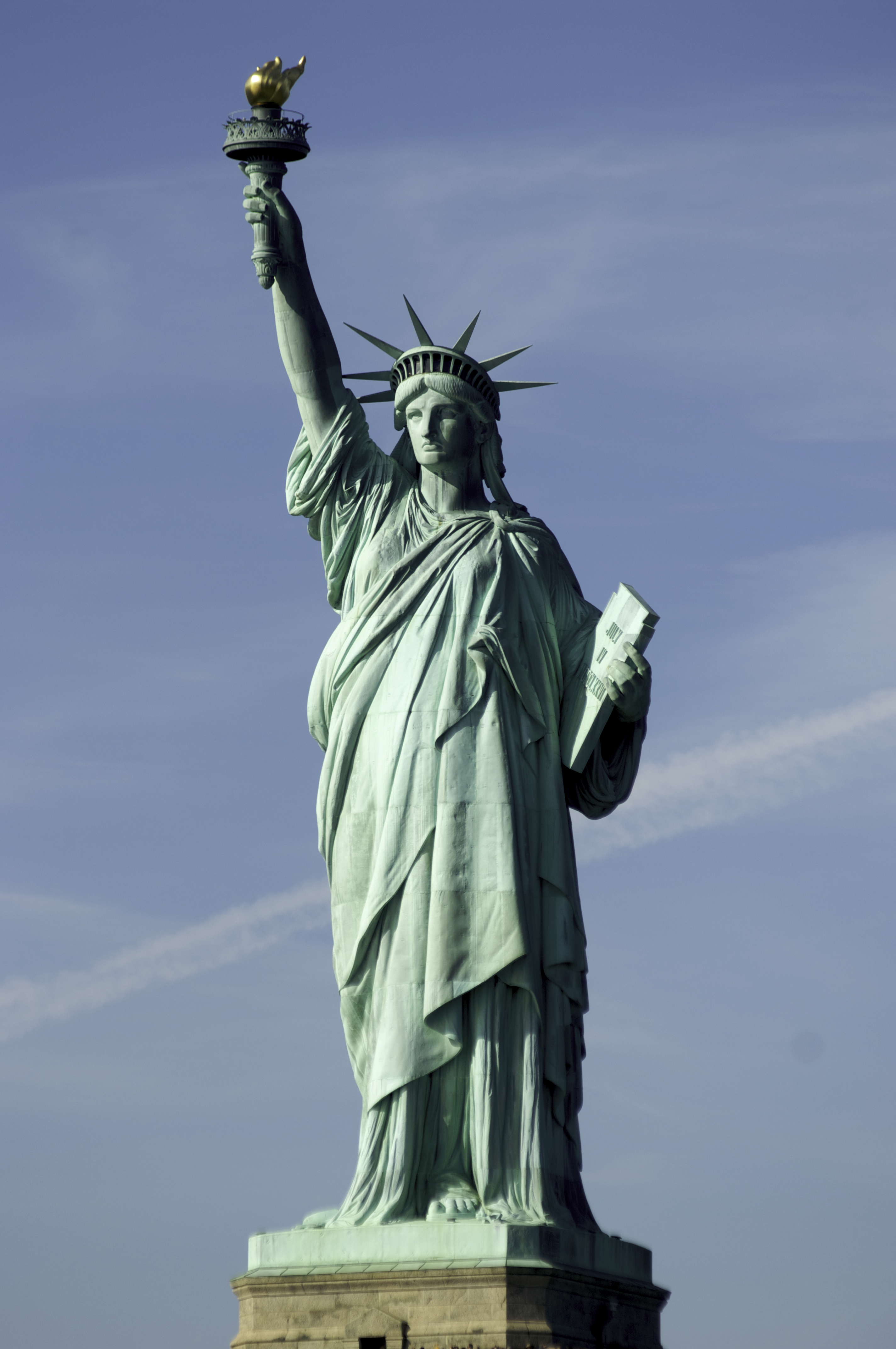
A equipe realizou pesquisas de campo por Nova Iorque com o objetivo de reproduzir com precisão marcos como a Times Square, nomeada no jogo como Star Junction, e a Estátua da Liberdade, nomeada como Estátua da Felicidade

A equipe não olhou para as versões anteriores de Liberty City como inspiração, querendo que mantivesse a "sensação geral", mas nada mais. A nova Liberty City parecia muito mais detalhada e semelhante ao seu homólogo da vida real. O mapa tem aproximadamente três vezes o tamanho do mapa de Grand Theft Auto III. Os desenvolvedores consideraram originalmente usar todo o estado de Nova Iorque, antes de restringi-lo a Manhattan, e então expandi-lo novamente. Eles consideraram incluir mais subúrbios com florestas e votariam regularmente sobre quais áreas incluir. O diretor de arte Aaron Garbut disse que a equipe escolheu o cenário por causa dos detalhes e da variedade que fornecia, descrevendo Nova Iorque como "uma cidade incrível, diversa, vibrante. O escritor Dan Houser acrescentou que a equipe "queria estar em algum lugar onde tivéssemos uma posição segura" devido à quantidade de pesquisas necessárias para o mundo; A sede principal da Rockstar Games está localizada em Nova Iorque. A equipe evitou conscientemente uma recriação precisa da cidade de Nova York para permitir um design de jogo mais agradável, selecionando as áreas que eles achavam que "o caracterizavam melhor". Garbut queria capturar uma caricatura da cidade, pois sentia que a maioria das pessoas estava familiarizada com "os destaques" do cinema ou da literatura, mas não precisava conhecer as áreas com precisão. A cidade não foi construída com missões específicas em mente; a área foi criada primeiro e as missões implementadas depois.

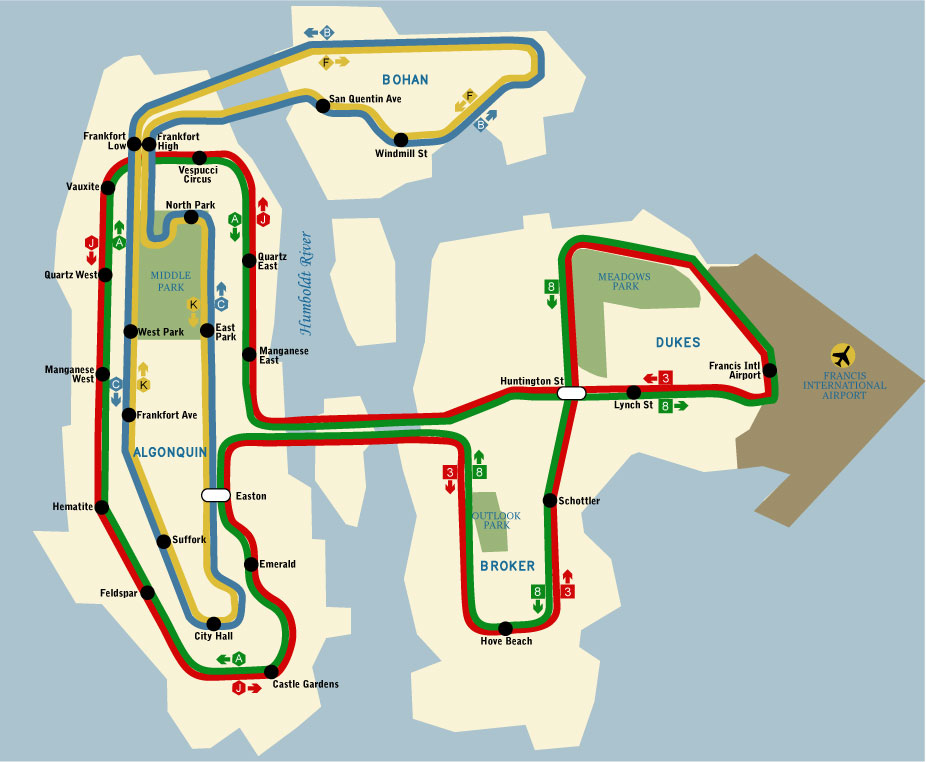
Mapa das linhas de metrô de Liberty City – nele é possível notar os quatro boroughs que formam a cidade, além do aeroporto

Para alcançar um ambiente realista, 60-70 funcionários da Rockstar North viajaram para Nova Iorque para pesquisa: primeiro no início do projeto em março ou abril de 2005 por uma semana e meia, e uma viagem menor em 2007. Policiais que anteriormente trabalhavam na ronda conduziram a equipe por Washington Heights. Os vídeos filmados em Nova Iorque foram exibidos nas televisões dos escritórios da Rockstar North "para que, enquanto trabalhavam, pudessem olhar para cima e ver que estava Nova York". Benzies afirmou que a equipe tirou mais de 100.000 fotos em locações em Nova Iorque, embora Garbut estime que eles tiraram cerca de 250.000. Eles também estudaram planos arquitetônicos de apartamentos, usaram imagens de satélite para determinar o layout dos quarteirões da cidade, pesquisaram números de vendas de modelos de carros e leram livros que detalhavam a infraestrutura da cidade, incluindo metrôs, esgotos e coleta de lixo. Hove Beach, o local da primeira casa segura de Niko no jogo, é baseada em Brighton Beach no Brooklyn, que Sam Houser achou "bastante incrível" e incomum; o nome é baseado na cidade inglesa Brighton e Hove, formada pelas antigas cidades vizinhas Brighton e Hove. Houser gostou do fato de Brighton Beach (com uma área conhecida como "Little Russia") ser o lar de vários europeus orientais devido à natureza dos personagens do jogo.
Dan Houser descreveu Liberty City como "o maior personagem" do jogo. A equipe sentiu que a adição do celular de Niko aumentou a imersão no mundo e representou a mudança de foco da sociedade nos telefones. As marcas e produtos do jogo são projetados ao longo de vários anos; os outdoors foram implementados no jogo cerca de seis meses antes do lançamento.

### Desenvolvimento de história e personagem
O roteiro do jogo, escrito por Dan Houser e Rupert Humphries, tem cerca de 1.000 páginas. Aproximadamente 660 atores forneceram vozes para o jogo em mais de 80.000 linhas de diálogo. Depois de conceber o personagem e o cenário, Dan Houser conversou com seu irmão Sam Houser e Leslie Benzies para discutir ideias para a história antes de escrever uma sinopse aproximada, um documento detalhado de seis páginas. Depois que a sinopse foi reformulada, os designers a dividiram em missões, representadas por um grande documento de fluxo demonstrando cada seção. Os escritores então trabalham nas introduções às missões; o diálogo do jogo veio muito mais tarde. Dan Houser disse que os escritores queriam algo "fresco e novo e não algo que fosse obviamente derivado de [um] filme". Ele sentiu que a qualidade da escrita precisava melhorar junto com os avanços em gráficos e tecnologia. Ele observou que as melhorias na animação facial permitiram cenas mais lentas. O diálogo único que ocorre quando uma missão é repetida foi para garantir que a jogabilidade parecesse "menos enlatada".
Dan Houser descreveu Niko Bellic como "um personagem mais completo" do que os dos jogos anteriores. Ele sentiu que sua dupla personalidade - muitas vezes salvando pessoas inocentes, ao mesmo tempo que era um "assassino de coração frio" - o tornava mais identificável. Ele também sentiu que a falta de familiaridade de Niko com Liberty City permitiu que o jogador se relacionasse mais com ele, apenas impulsionado por seu passado vago e relacionamento com Roman. Ao decidir sobre a história de Niko, os escritores sentiram que ser um imigrante poderia levar a situações mais perigosas e, portanto, a missões mais agradáveis; após discussões com especialistas criminais, Dan Houser descobriu que "os verdadeiros personagens assustadores não nascem mais na América". Ele sentiu que a visão externa de Niko sobre a cultura americana era "divertida". A equipe queria que Niko fosse "mais um anti-herói do que um herói, capaz de realizar ações positivas dentro de seu mundo criminoso". Eles queriam que seu comportamento refletisse o peso de seu passado e de suas escolhas.

O protagonista Niko Bellic

O design de Niko sofreu algumas alterações, mas foi finalizado no início do desenvolvimento. Seu traje passou por várias mudanças com base nos europeus orientais, particularmente em fotografias de homens lutando nas guerras de inverno na Iugoslávia e na Chechênia. A principal motivação para o design foi um rosto que transmitisse as emoções apropriadas e um corpo que pudesse se mover perfeitamente com as novas animações. As roupas que podem ser compradas no jogo também foram projetadas para combinar com o personagem. A equipe garantiu que as escolhas de jogabilidade apresentadas ao jogador não fossem muito extensas, pois ainda precisavam fazer sentido para o personagem, que é movido pelas pessoas ao seu redor. Dan Houser sentiu que as missões em San Andreas haviam se tornado muito lineares, e quis apresentar escolhas ao jogador em Grand Theft Auto IV.
Os escritores descobriram que Niko precisava de uma motivação para vir para a América, então criaram seu primo, Roman Bellic. Dan Houser sentiu que os dois não poderiam ser irmãos, pois haveria um nível de familiaridade mais profundo do que o necessário. Ele descreveu os dois como um ato duplo, com o charme fantasista de Roman contrastando com o cinismo duro de Niko. A equipe deu a outros personagens não jogáveis (NPCs) comportamentos e diálogos mais definíveis para fazê-los se sentirem mais vivos. Os escritores inicialmente consideraram ter um grupo menor de personagens, mas descobriram que a história se tornava entediante e que os jogadores tinham menos probabilidade de explorar o mundo. Os personagens estranhos encontrados no mundo do jogo foram baseados nas "pessoas malucas" que povoam Nova York, segundo Dan Houser, que nos jogos anteriores só podiam ser capturados por meio de estações de rádio ou comportamentos moderados de pedestres. A equipe baseou as etnias, roupas e comportamentos dos NPCs nas fotografias e vídeos que capturaram em Nova York, divididos em diferentes áreas; eles criaram painéis de humor para cada local. Os NPCs também conversam em diferentes idiomas.

### Design de arte
Grand Theft Auto IV vê uma mudança na série para um estilo e tom mais realistas e detalhados, em parte resultado da transição para consoles que ofereciam gráficos de alta definição e os novos e aprimorados recursos de tais consoles. A equipe de desenvolvimento trabalhou para representar a atualização de qualidade em todos os aspectos do design, mantendo a coerência dos jogos anteriores. A equipe aproveitou o desenvolvimento do jogo como uma oportunidade de "desfazer as coisas e começar de novo", refinando o estilo artístico sem perder o estilo da série; eles distanciaram o jogo do "estilo animado e caricato" de seus antecessores enquanto criavam um novo estilo que era consistente em todos os aspectos do jogo. Garbut achou assustadora a crescente demanda por detalhes provocada pela tecnologia avançada. Uma técnica usada para fazer com que os visuais parecessem reais era evitar bordas duras, em vez disso misturar superfícies para fazer o mundo parecer sujo e habitado. O departamento de adereços criou múltiplas variações de objetos diferentes para tornar o mundo mais interessante e único. Grand Theft Auto IV foi o primeiro jogo contemporâneo da série desde Grand Theft Auto III de 2001; a equipe sentiu que já havia passado tempo suficiente para evitar a sensação de repetitividade. Os tipos de veículos do jogo foram decididos no início do desenvolvimento, após o qual o departamento de veículos começou a criar os designs. Os veículos não são baseados em homólogos específicos da vida real, mas pegam elementos de vários, com algumas ideias originais dos desenvolvedores.

### Design técnico e de jogabilidade
A propriedade Rockstar Advanced Game Engine (RAGE) foi usada para o jogo. Garbut achou o design técnico de Grand Theft Auto IV semelhante ao de Grand Theft Auto III, com ambos os jogos sendo os primeiros da série a serem lançados em suas respectivas plataformas. Ele afirmou que um motor de jogo operável não foi finalizado até o final do desenvolvimento, ponto em que "ainda há muitas suposições" até a otimização perto do lançamento. As performances físicas do personagem foram gravadas usando captura de movimento. Até oito atores podiam atuar no palco de captura de movimento ao mesmo tempo, cada um vestido com um terno completo. A câmera usada para capturar a performance incluía um teleprompter para os atores lerem seus roteiros. Mais de cem movimentos seriam capturados em cada dia de produção. O produto final foi retirado de diferentes performances de diferentes atores para que parecessem perfeitos e apropriados. O trabalho de voz de um ator pode ser composto pelo desempenho físico de um ator diferente para um resultado específico. As animações do jogo foram criadas de forma semelhante, usando uma combinação de diferentes performances de captura de movimento.
Para a jogabilidade e animações, a equipe refez muito do trabalho dos jogos anteriores, querendo que Grand Theft Auto IV "sentisse a próxima geração". Os elementos de customização de personagem e RPG de Grand Theft Auto: San Andreas foram removidos bem no início do desenvolvimento, em parte devido ao trabalho de animação que seria necessário; além disso, cortes de cabelo, tatuagens e a necessidade consistente de visitar a academia parecia antitética às motivações profundas de Niko. O sistema de mira do jogo foi um dos primeiros focos de desenvolvimento devido à tecnologia avançada; a equipe queria que parecesse realista sem ser muito técnico. O sistema de cobertura foi um "acrescento natural" à segmentação. Benzies descreveu o multiplayer como a parte mais difícil do desenvolvimento do jogo. A equipe queria que o multiplayer parecesse uma extensão da experiência cinematográfica para um jogador. Dan Houser o descreveu como "uma seção de um filme, e não a narrativa inteira". Os desenvolvedores consideraram adicionar o modo multijogador cooperativo à campanha da história principal, mas decidiram que funcionava melhor como uma experiência única para um jogador.
Quando Sam Houser mostrou pela primeira vez interesse em usar o software Euphoria no jogo, foi-lhe dito que seria impossível ou limitado apenas a cenas, mas alguns membros da equipe conseguiram fazê-lo funcionar. Engenheiros da NaturalMotion trabalharam no local da Rockstar North por vários meses para incorporar o software Euphoria ao jogo. A Rockstar também trabalhou com Image Metrics para as animações faciais do jogo. Os rigs faciais contaram com cerca de 100 articulações, com um total de 300 minutos de animação facial. A escala do projeto causou alguns problemas para os animadores, obrigando-os a concluir as plataformas antes do início da animação. Eles também enfrentaram dificuldades na direção da cabeça do ator — seja para frente, ao olhar para o teleprompter, ou para baixo, ao olhar para um roteiro. O chefe de produção da Image Metrics, David Barton, observou que "ter olhos realistas é 90 por cento da batalha", pois permite ao jogador acreditar no personagem. Uma câmera frontal foi usada durante a gravação para capturar movimentos faciais. SpeedTree foi usado para renderização do ambiente do jogo.

### Trilha sonora
A equipe desejava que as músicas licenciadas presentes nas rádios do jogo representassem aquilo que Nova Iorque era, porém que ao mesmo tempo "elas não pareçam datadas na época em que o jogo sair". Os desenvolvedores entraram em contato com mais de dois mil pessoas para adquirir os direitos de gravação e publicação. Eles achegaram até mesmo a contratar um detetive particular para localizar os parentes Sean Delaney, membro falecido da banda Skatt Bros., para poderem licenciar a canção "Walk the Night". Relatos afirmaram que a Rockstar pagou até cinco mil dólares por composição e outros cinco mil por gravação master por faixa. A equipe originalmente considerou fazer com que os jogadores comprassem músicas em uma loja dentro do jogo e que Niko tivesse um leitor de MP3, porém ambas as ideias foram cortadas.
O jogo utilizou um sistema musical similar ao empregado em San Andreas. Em títulos anteriores da série, cada emissora de rádio era essencialmente um único arquivo de áudio em loop, tocando as mesmas canções, anúncios e comerciais na mesma ordem todas as vezes. Cada arquivo de som foi programado separadamente em Grand Theft Auto IV, sendo sequenciados randomicamente, permitindo que as faixas tocassem em ordens diferentes, que os comerciais e anúncios fossem diferentes todas as vezes e que eventos do enredo fossem mencionados. Certas canções foram editadas para incorporarem referências a Liberty City; o produtor musical Bobby Konders chegou a viajar até a Jamaica para que artistas de dancehall regravassem certas faixas para que elas fizessem referências aos bairros de Liberty City.
Várias celebridades reais interpretaram os DJs das rádios, incluindo o estilista Karl Lagerfeld, os músicos Iggy Pop, Femi Kuti e Ruslana, além do apresentador Lazlow Jones. Os atores Bill Hader e Jason Sudeikis apareceram como apresentadores de rádio liberal e conservador, com Fred Armisen interpretando vários convidados.

## Lançamento
Grand Theft Auto IV foi anunciado oficialmente em 9 de maio de 2006 durante a conferência da Microsoft na Electronic Entertainment Expo, com uma data de lançamento prevista para 16 de outubro de 2007. Apesar de rumores em meados de 2007 de que o jogo poderia ser adiado até o ano seguinte, a Rockstar reiterou seu compromisso com o lançamento no mês de outubro. Entretanto, a distribuidora Take-Two Interactive anunciou em 2 de agosto que o título perderia sua data original e seria adiado para o segundo trimestre fiscal de 2008, entre fevereiro e abril. O diretor executivo Strauss Zelnick da Take-Two posteriormente atribuiu o adiamento a "quase inteiramente problemas tecnológicos ... problemas não, mas desafios". Foi depois revelado que dificuldades técnicas com a versão de PlayStation 3 contribuíram para o adiamento, além de problemas de armazenamento com a versão de Xbox 360. A Take-Two finalmente anunciou em 23 de janeiro de 2008 que Grand Theft Auto IV seria lançado mundialmente em 29 de abril de 2008.

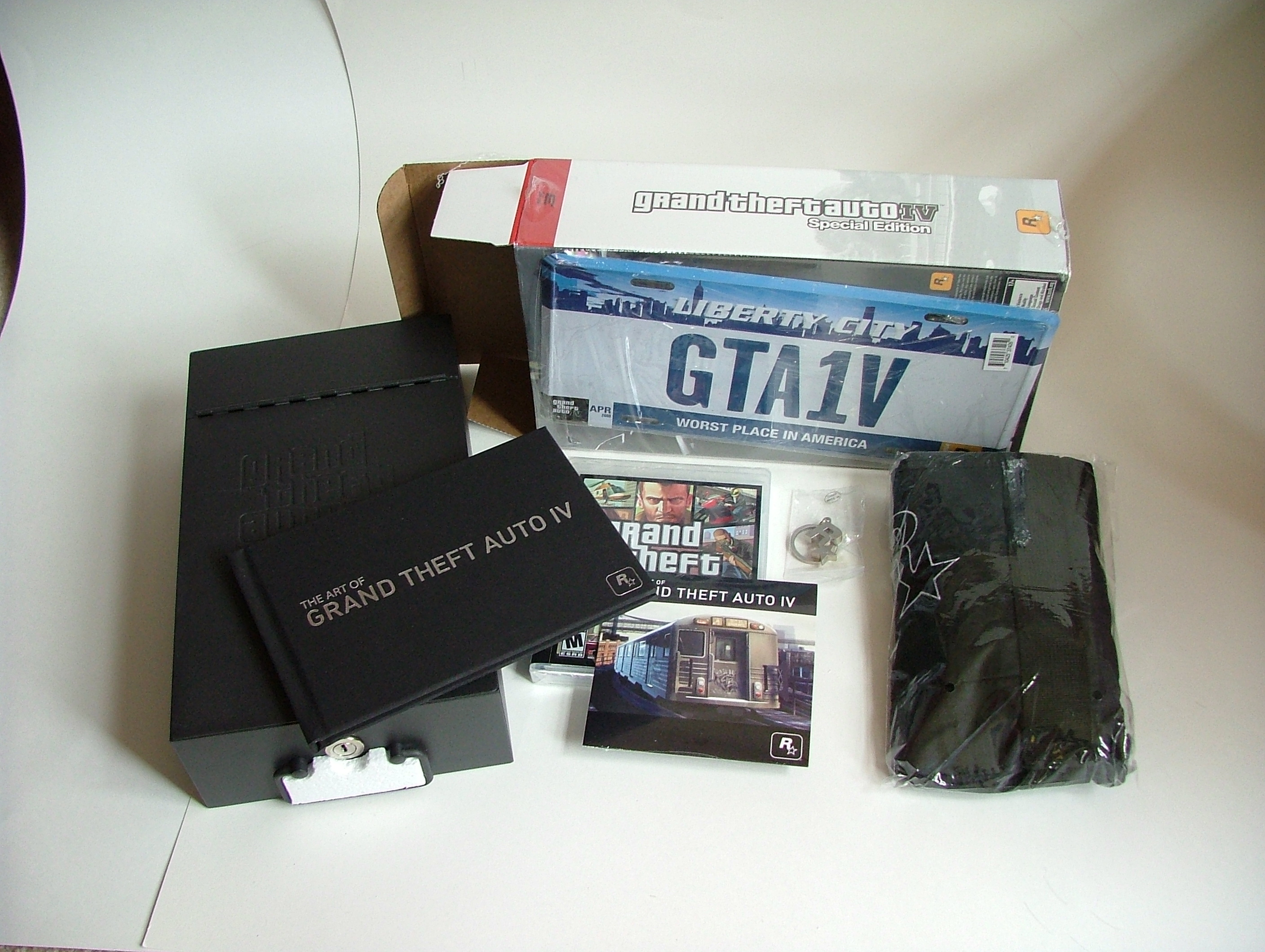
Conteúdo da edição especial de Grand Theft Auto IV; incluía cofre, artbook, trilha sonora e mala temática de uma das missões do jogo.

O jogo recebeu uma grande campanha de divulgação organizada pela Take-Two à medida que sua estreia aproximava-se, com essa assumindo várias formas como comerciais de televisão, vídeos na internet, cartazes nas ruas, campanhas virais e um website oficial completamente redesenhado. Além disso, foi lançada uma edição especial do jogo contendo uma caixa especial, livro de arte conceituais, álbum da trilha sonora e uma mala temática. No total, Grand Theft Auto IV passou três anos e meio em desenvolvimento para um custo total de produção de aproximadamente cem milhões de dólares, tornando-se na época o jogo eletrônico mais caro da história até então.
Uma versão para Microsoft Windows desenvolvida pela Rockstar North e Rockstar Toronto foi anunciada em 6 de agosto. O jogo recebeu originalmente uma data de lançamento de 18 de novembro de 2008 na América do Norte e 21 de novembro na Europa, porém foi adiado para 2 e 3 de dezembro, respectivamente. A versão vinha com elementos extras como aprimoramentos nos gráficos, controle da intensidade do tráfego de veículos, maior configurações da renderização de distância e um editor de replays. Este último permitia que os jogadores gravassem e editassem vídeos de jogabilidade que podiam ser postados no serviço online Rockstar Games Social Club.

### Conteúdo extra
Dois conteúdos para download de história foram lançados para Grand Theft Auto IV. Os dois episódios foram inicialmente lançados separados e exclusivamente para Xbox 360, necessitando do jogo original para serem jogados. Ambos foram depois lançados como um jogo autônomo chamado Grand Theft Auto: Episodes from Liberty City, que não precisa do original para funcionar. Houser afirmou que os dois episódios mostram "um lado diferente de Liberty City".
A primeira expansão foi The Lost and Damned, lançada em 17 de fevereiro de 2009. A história segue Johnny Klebitz, vice-presidente da gangue de motoqueiros The Lost que precisa lidar com o retorno do seu antigo presidente Billy Grey. A segunda expansão foi The Ballad of Gay Tony, que estreou em 29 de outubro de 2009. O enredo se foca em Luis Fernando Lopez, o assistente do dono de clubes noturnos Tony "Gay Tony" Prince, enquanto resolve conflitos com seus amigos, família e chefe.
Jeronimo Barrera, vice-presidente de desenvolvimento de produtos da Rockstar Games, afirmou que os dois episódios eram experimentos pois a equipe estava incerta se existiam usuários suficientes com acesso a conteúdos online no Xbox 360. Foi depois revelado que a Microsoft pagou cinquenta milhões de dólares a Rockstar pela exclusividade temporária dos conteúdos extras. Os episódios mais Episodes from Liberty City foram lançados para PlayStation 3 e Microsoft Windows em abril de 2010.

## Recepção

### Críticas iniciais
Grand Theft Auto IV foi aclamado pela crítica especializada. O agregador de resenhas Metacritic calculou uma nota média de 98/100, indicando "aclamação universal", baseado em 64 críticas para a versão de PlayStation 3 e 86 para a versão de Xbox 360. Ele é o segundo jogo mais bem avaliado da história do Metacritic, atrás apenas de The Legend of Zelda: Ocarina of Time. Os críticos elogiaram sua narrativa, projeto de mundo aberto e sistema de combate. Hilary Goldstein da IGN achou que o título "estabelece uma nova referência para jogos de mundo aberto", enquanto Andrew Reiner da Game Informer escreveu que Grand Theft Auto IV "muda completamente a paisagem dos jogos".
Os críticos gostaram do projeto de mundo aberto, com alguns elogiando a liberdade dada aos jogadores. Seth Schiesel do The New York Times disse que Liberty City era a "verdadeira estrela" do jogo. Jon Hicks da Official Xbox Magazine ficou impressionado com a cidade, atribuindo esse efeito para sua inteligência artificial. Andy Robinson da Computer and Video Games considerou que os ambientes eram críveis e sentiu que o mundo era "completamente sem paralelos". Goldstein escreveu que apesar de Liberty City ser inspirada em Nova Iorque, a primeira não estava presa à segunda, em vez disso ela "existe em seu próprio universo". Crispin Boyer da 1UP.com elogiou os "visuais de tirarem o fôlego [e] cenários incrivelmente variados" da cidade. Inversamente, Jesse Costantino da Game Revolution sentiu que faltavam para o jogo elementos importantes comuns em títulos de mundo aberto.
A narrativa foi elogiada. Goldstein aceitou os tons mais sombrios da história, quebrando a tradição da franquia até então. Hicks ficou surpreso pela profundidade do enredo. Reiner escreveu que o nível de liberdade proporcionado contribuía para a satisfação e aproveitamento da história. As escolhas morais enfrentadas em certos pontos da narrativa também foram bem recebidas. Boyer achou que elas despertavam a vontade nos jogadores de jogar outra vez para tomarem decisões diferentes e descobrir os resultados. Tom Bramwell da Eurogamer considerou que as escolhas morais eram boas substitutas para "chefões com grandes barras de vida".

Niko Bellic com o antagonista Dimitri Rascalov. Os críticos elogiaram a profundidade da história e os personagens, gostando das escolhas morais enfrentadas pelos jogadores.

Os personagens do jogo, particularmente Niko Bellic, foram bem recebidos pelos críticos. Hicks e Robinson chamaram Niko de "carismático" e "simpático", afirmando que o preferiam em relação aos outros protagonistas da série. George Walter da GamesRadar elogiou a profundidade do personagem, com Goldstein achando que Niko parecia ainda mais simpático quando enfrentava decisões difíceis. Jeff Gerstmann da Giant Bomb escreveu que o personagem era "a única coisa que eu me importava" a medida que progredia pela história, com Niko tornando-se um de seus elementos favoritos do jogo. Schiesel nomeou Niko como um dos personagem de jogos eletrônicos mais bem concebido da história, creditando isto ao roteiro.
Muitos críticos acharam que o sistema de combate era mais responsivo do que em títulos anteriores, elogiando particularmente a adição do sistema de cobertura. Justin Calvert da GameSpot escreveu que o sistema de cobertura fazia do combate um "melhoramento enorme" sobre outros jogos da franquia. Reiner concordou, afirmando que o sistema de mira fazia os jogadores sentirem-se responsáveis por todas as mortes. Goldstein elogiou a fluidez do sistema de cobertura, sentindo que a mecânica da mira automática era uma "grande ajuda em grandes batalhas". Walter disse que o sistema de cobertura "pavimentou o caminho para um novo estilo de missão". David McComb da Empire chamou o combate de "afiado e instintivo", enquanto Hicks achou que a cobertura permitia que os jogadores executassem um plano de ataque. Além das adições às mecânicas de combate, os críticos também salientaram que a direção de veículos estava mais realista do que anteriormente. Robinson afirmou que a direção refletia o realismo, com Hicks dizendo que a seleção de veículos era "excelente". Constantino elogiou os melhoramentos das mecânicas de jogo, particularmente as animações de veículos e personagens.
Os críticos elogiaram o desenho sonoro. Goldstein gostou das performances dos atores e o uso das músicas licenciadas. Calvert e Walter também elogiaram as canções, com o segundo admirando o humor das estações de rádio. Michael Pinson da The Pro Audio Files falou bem dos elementos separados do desenho sonoro – incluindo a ambiência da cidade, músicas licenciadas, diálogos dos personagens e efeitos dos veículos e armas – apreciando sua unidade dentro do jogo. Carolyn Gudmundson da GamesRadar também elogiou retroativamente a trilha sonora, comentando que ela encaixava-se na ambientação.
O modo multijogador online também teve uma recepção positiva. Reiner elogiou as opções de customização dos personagens e salientou que ele funcionava tão bem quanto o modo um jogador. Boyer chamou o multijogador de "excelente", com Goldstein nomeando-o como um dos melhores do gênero. Hicks achou que era "imensamente divertido", enquanto Walter elogiou o fácil processo de entrar em uma partida multijogador. Gertsmann e Constantino tiveram opiniões mistas sobre o modo, com o segundo admitindo que era uma "ideia fantástica", mas sentindo que problemas de conectividade resultaram em uma experiência "quebrada".

### Versão Windows
A versão de Microsoft Windows recebeu críticas positivas. O agregador de resenhas Metacritic calculou uma nota média de 90/100, indicando "aclamação universal", baseado em 40 críticas. Os críticos elogiaram os visuais aprimorados e os elementos extras, porém criticaram a conversão por sua inferioridade em relação às versões de console.
Os elementos adicionados à conversão foram bem recebidos. A presença do Editor de Vídeo teve uma recepção positiva, com Calvert dizendo que era "um bom modo de ser criativo", enquanto Kieron Gillen da Eurogamer criticou a imprevisibilidade de seu timing. Os críticos também elogiaram a opção de uma rádio customizável, permitindo que os jogadores ouvissem suas próprias músicas; Tom Chick da 1UP.com afirmou que era o melhor elemento da versão e Steven Hopper da GameZone disse que era "um bom toque". O aumento para 32 jogadores no multijogador também recebeu comentários positivos; Gillen escreveu que a "possibilidade de caos... aumenta", enquanto Will Tuttle da GameSpy achou que o aumento "muda significantemente a ação".
Os visuais aprimorados foi outro ponto considerado positivo. Hopper achou que os gráficos eram uma melhora sobre os originais. Robinson afirmou que os visuais eram "impressionantes", com Tom Orry da VideoGamer.com dizendo que eles eram "soberbos". Por outro lado, os requerimentos técnicos da conversão foram considerados difíceis de executar com configurações avançadas, algo que foi criticado. Gillen escreveu que, apesar da versão para Microsoft Windows ser " a versão mais atraente", ela era "irritantemente complicada para se chegar lá". Tuttle escreveu que conseguiu ignorar os exigentes requerimentos em troca dos outros elementos adicionais.

### Vendas
Grand Theft Auto IV vendeu 3,6 milhões de cópias em apenas 24 horas depois de seu lançamento, equivalendo a uma arrecadação de 310 milhões de dólares. Ele já havia arrecadado mais de quinhentos milhões de dólares mundialmente dentro de uma semana, equivalendo a seis milhões de unidades vendidas para a Take-Two. Os números superaram as expectativas dos analistas. O jogo já tinha vendido mais de 8,5 milhões de cópias depois de um mês de vendas. Grand Theft Auto IV quebrou três Guinness World Records em 13 de maio de 2008: jogo eletrônico de maior arrecadação em 24 horas, maior renda gerada por um produto de entretenimento em 24 horas e jogo eletrônico de venda mais rápida em 24 horas. A Take-Two anunciou em 10 de março de 2011 que o jogo tinha vendido mais de vinte milhões de unidades, com a série Grand Theft Auto como um todo ultrapassando a marca de cem milhões de cópias vendidas. O título já tinha vendido mais de 25 milhões de unidades por volta de julho de 2013. Todos os recordes estabelecidos por Grand Theft Auto IV foram depois quebrados por seu sucessor Grand Theft Auto V.
O título tornou-se o jogo mais rapidamente vendido na história do Reino Unido com 631 mil cópias em 24 horas. Ele superou o recorde anterior de 501 mil unidades de San Andreas. Ele vendeu mais de 926 mil cópias no Reino Unido dentro cinco dias de venda. O jogo vendeu 2,85 milhões de unidades nos Estados Unidos no mesmo período. Grand Theft Auto IV já tinha vendido 5,18 milhões de cópias nos Estados Unidos até o final de 2008. No Japão ele vendeu 168 mil unidades em quatro dias.
A versão para Microsoft Windows estreou na sétima posição dos mais vendidos durante sua primeira semana de vendas nos Estados Unidos; ela saiu da lista dos dez mais vendidos já em sua segunda semana. Grand Theft Auto IV foi o jogo mais jogado da Games for Windows – Live em 2009 e 2012, ficando também na segunda posição em 2011, levando-se em conta o número de usuários únicos.

### Prêmios

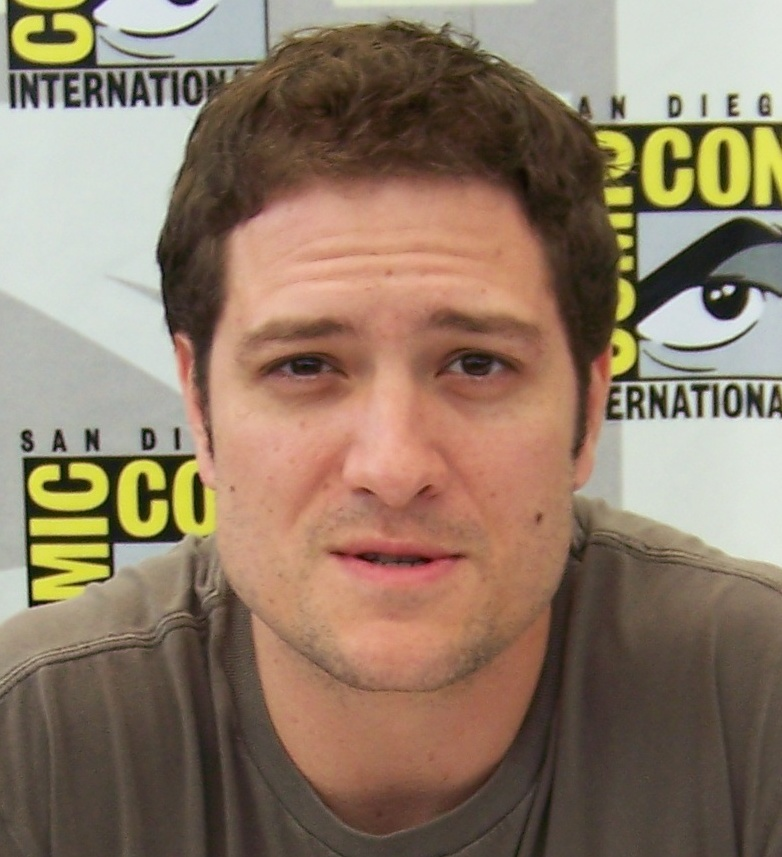
Michael Hollick venceu no Spike Video Game Awards por seu papel como Niko Bellic

Grand Theft Auto IV foi indicado a vários prêmios por diversas publicações diferentes. Ele venceu em vários prêmios de Jogo do Ano entregues pela Game Informer, Spike Video Game Awards, Giant Bomb, Kotaku, GameTrailers, The New York Times, Los Angeles Times e Time. Sua história e narrativa foram premiadas pela IGN, GameTrailers, GameSpy e Kotaku. Além disso, ele também venceu o prêmio de Melhor Jogo de Ação-Aventura da IGN, GameTrailers e Spike. Grand Theft Auto IV também foi indicado em sete categorias do BAFTA Video Game Awards e três no Game Developers Choice Awards.

## Controvérsias
Grand Theft Auto IV foi alvo de grandes controvérsias antes e desde seu lançamento. Figuras como o advogado Jack Thompson e os políticos Michael Bloomberg e Hillary Clinton criticaram o jogo, assim como organizações incluindo funcionários públicos de Nova Iorque e Mothers Against Drunk Driving. Esta última pediu para a Entertainment Software Rating Board alterar a classificação indicativa do jogo de "maiores de idade" para "apenas adultos" pois o jogador tinha a possibilidade de dirigir alcoolizado.
A versão inicial de Grand Theft Auto IV lançada na Austrália e Nova Zelândia foi pré-censurada pela Rockstar com o objetivo de permitir que o jogo passasse nos critérios do sistema de classificação australiano. Entretanto, o jogo foi ressubmetido no órgão de classificação neozelandês por Stan Calif, então um estudante de 21 anos que estava insatisfeito por a Nova Zelândia ter recebido uma versão editada como resultado de leis de censura australianas. A versão sem cortes recebeu uma classificação de "maiores de dezoito" e foi liberada para venda no país. A versão sem censuras do lançamento para Microsoft Windows recebeu uma classificação de "maiores de quinze anos" na Austrália. A Rockstar distribuiu após o lançamento de The Lost and Damned uma atualização que removia a censura dos consoles australianos.
Houve relatos no Reino Unido e nos Estados Unidos de crimes realizados contra pessoas que estava comprando Grand Theft Auto IV e contra funcionários de lojas vendendo o jogo. Um desses incidentes foi um ataque perto de uma loja em Londres, que mais tarde foi relatado como uma discussão sem relação entre dois grupos saindo de um bar; a história foi depois chamada de "pânico midiático". Seis adolescentes foram presos em junho de 2008 após terem realizado uma onda de crimes em Nova Iorque, assaltando e roubando várias pessoas e tentando roubar um carro. De acordo com a polícia, os jovens afirmaram terem se "inspirado" em Grand Theft Auto IV.